# Igor Çudinov
Igor Vitaleviç Çudinov (in kirghiso Игорь Витальевич Чудинов?; Biškek, 21 agosto 1961) è un politico kirghiso.
Dal dicembre 2007 all'ottobre 2009 è stato il Primo ministro del Kirghizistan.